# ラウネナイ川
ラウネナイ川（ラウネナイがわ）は、北海道札幌市豊平区を流れる石狩川水系月寒川支流の一級河川である。
川の名の由来は、アイヌ語のラウネナイ（深い川）。この場合の「深い」は水深があるという意味ではなく、深い谷間を流れているという意味である。

## 地理
北海道札幌市豊平区羊ケ丘にある北海道農業研究センターの池から北に流れる。豊平区月寒東2条16丁目でうらうちない川を合わせ、北海道農業専門学校の花菖蒲園の中を通る。豊平区月寒東5条14丁目で月寒川に合流する。
自然に恵まれ、白鷺や鴨も飛来する。

## 支流
- うらうちない川

## 埋蔵文化財
ラウネナイ川流域には、主に縄文時代に形成されたとみられる遺跡が多数発掘されている。羊が丘周辺では旧石器時代に形成されたとみられる遺物も発見された。
- T151遺跡 月寒川とラウネナイ川の合流域に存在する埋蔵地。1990年から1992年にかけてあやめ野中学校建設の際に発掘調査され、竪穴建物2軒、墳墓119個、土器、石器など、縄文時代早期から続縄文時代の遺物が発見された。その後「あやめ野中学校校地内遺跡の森」として保存活用されている。[1][2]
- T222遺跡 月寒東2条16丁目。縄文時代の遺物包含地。[3]
- T223遺跡 月寒東2条16・17丁目。縄文時代の遺物包含地。[3]
- T224遺跡 月寒東3条11・15丁目。縄文時代の遺物包含地。[3]
- T464遺跡 羊ヶ丘。旧石器・縄文時代の遺物包含地。[4]
- T465遺跡 羊ヶ丘。縄文・続縄文時代の遺物包含地[4]
- T466遺跡 羊ヶ丘。縄文時代の集落跡。川が国道36号と交差する地点の南東側にある。[4]
- T467遺跡 羊ヶ丘。縄文時代の遺物包含地。[4]
- T469遺跡 羊ヶ丘。縄文・擦文時代の遺物包含地。[4]
- T470遺跡 羊ヶ丘。縄文時代の遺物包含地。[4]
- T488遺跡 月寒東3条11丁目。縄文時代の遺物包含地。[4]

## 橋梁
- 柏木橋
- 二里塚橋
- 羊ヶ丘2号橋
- ラウネナイ橋
- 東月寒5号橋（北野通）
- 東北通橋（向ヶ丘通）
- あやめ橋